# 대구지방법원 상주지원
대구지방법원 상주지원(大邱地方法院尙州支院)은 대구지방검찰청 상주지청에 대응하여, 경상북도 상주시, 문경시, 예천군 일대에 국가사법업무를 담당하기 위해 설립된 대한민국의 대법원, 대구고등법원, 대구지방법원 소속기관이다. 경상북도 상주시 북천로 17-9 (만산동 652-2)에 위치하고 있다.

## 관할 구역
- 재판관할구역: 상주시, 문경시, 예천군
- 등기관할구역: 상주시
- 즉결관할구역: 상주시, 문경시, 예천군

## 시·군 법원
- 대구지방법원 상주지원 문경시법원: 경상북도 문경시 매봉로 91 (모전동 666-3)
- 대구지방법원 상주지원 예천군법원: 경상북도 예천군 충효로 81 (예천읍 대심리 734-1)

## 역대 지원장
| 순번 | 이름           | 취임                               |
| ---- | -------------- | ---------------------------------- |
| 1대  | 최일용(崔日溶) | 1945년 12월 15일 ~ 1953년 5월 11일 |
| 2대  | 서정순(徐廷舜) | 1953년 5월 12일 ~ 1959년 1월 9일   |
| 3대  | 이현우(李鉉雨) | 1959년 1월 10일 ~ 1963년 2월 27일  |
| 4대  | 이중근(李重根) | 1963년 2월 28일 ~ 1965년 4월 30일  |
| 5대  | 윤재창(尹在昌) | 1965년 5월 1일 ~ 1969년 4월 6일    |
| 6대  | 김종수(金宗洙) | 1969년 4월 7일 ~ 1973년 3월 31일   |
| 7대  | 김호영(金浩榮) | 1973년 4월 20일 ~ 1975년 9월 30일  |
| 8대  | 성병현(成炳賢) | 1975년 10월 1일 ~ 1977년 1월 3일   |
| 9대  | 김두석(金斗錫) | 1977년 1월 4일 ~ 1977년 1월 19일   |
| 10대 | 박헌기(朴憲基) | 1977년 1월 12일 ~ 1978년 9월 17일  |
| 11대 | 이주성(李湊成) | 1978년 9월 18일 ~ 1980년 5월 31일  |
| 12대 | 박준용(朴俊庸) | 1980년 6월 1일 ~ 1981년 4월 20일   |
| 13대 | 이동락(李東洛) | 1981년 4월 21일 ~ 1982년 8월 31일  |
| 14대 | 이효종(李孝鍾) | 1982년 9월 1일 ~ 1984년 8월 31일   |
| 15대 | 김창수(金昌洙) | 1984년 9월 1일 ~ 1986년 8월 31일   |
| 16대 | 김병찬(金秉贊) | 1986년 9월 1일 ~ 1989년 2월 28일   |
| 17대 | 최형기(崔亨基) | 1989년 3월 1일 ~ 1991년 2월 10일   |
| 18대 | 조건호(曺建鎬) | 1991년 2월 11일 ~ 1993년 3월 1일   |
| 19대 | 유원규(柳元奎) | 1993년 3월 2일 ~ 1996년 2월 28일   |
| 20대 | 조용균(趙鏞龜) | 1996년 3월 1일 ~ 1998년 2월 28일   |
| 21대 | 김학윤(金學允) | 1998년 3월 1일 ~ 2000년 2월 17일   |
| 22대 | 주호영(朱豪英) | 2000년 2월 18일 ~ 2002년 2월 17일  |
| 23대 | 조창학(趙昌鶴) | 2002년 2월 18일 ~ 2004년 2월 17일  |
| 24대 | 김태천(金泰川) | 2004년 2월 18일 ~ 2006년 2월 17일  |
| 25대 | 홍성칠(洪性七) | 2006년 2월 18일 ~ 2008년 2월 20일  |
| 26대 | 손봉기(孫鳳基) | 2008년 2월 21일 ~ 2010년 2월 22일  |
| 27대 | 김기현(金起賢) | 2010년 2월 23일 ~ 2012년 2월 26일  |
| 28대 | 임양기(林相奇) | 2012년 2월 27일 ~ 2014년 2월 23일  |
| 39대 | 손현찬(孫鉉讚) | 2014년 2월 24일 ~ 2016년 2월 21일  |
| 40대 | 신헌기(辛憲基) | 2016년 2월 22일 ~ 2018년 2월 25일  |
| 41대 | 김상일(金相日) | 2018년 2월 26일 ~ 2020년 2월 23일  |
| 42대 | 권성우(權)     | 2020년 2월 24일 ~ 2021년 2월 22일  |
| 43대 | 정재수()       | 2021년 2월 22일 ~ 2022년 2월 20일  |
| 44대 | 이규철()       | 2022년 2월 21일 ~ 현재             |

## 조직

### 재판부
- 합의부
- 민사단독
- 형사단독
- 민사소액, 가사단독

### 사무부
- 지원장실
- 판사실
- 사법보좌관실
- 사무과장실
- 서무계
- 경매계
- 가족관계등록계
- 합의부
- 민사단독
- 형사단독
- 소액,가사
- 등기계
- 종합접수실
- 방호원실
- 집행관실
- 당직실

## 같이 보기
- 대법원
- 대구지방법원